# Angyaloknak királynéja
Az Angyaloknak királynéja egy egyházi Mária-ének.
Feldolgozás:
| Szerző       | Mire        | Mű                |
| ------------ | ----------- | ----------------- |
| Bárdos Lajos | egynemű kar | Musica Sacra II/2 |

## Kotta és dallam
Angyaloknak Királynéja, tiszta Szűz! …

Pátriárkák királynéja, tiszta Szűz! …

Prófétáknak királynéja, tiszta Szűz! …

Apostolok királynéja tiszta Szűz! …

Vértanúknak királynéja tiszta Szűz! …

Hitvallóknak királynéja tiszta Szűz! …

A szüzeknek királynéja tiszta Szűz! …

Mindenszentek királynéja tiszta Szűz! …

Rózsafüzér királynéja, tiszta Szűz! …

Békességnek királynéja, tiszta Szűz! …

Magyarország Nagyasszonya tiszta Szűz! …

## Felvételek
- Angyaloknak királynéja. YouTube (2010. szeptember 29.)  (Hozzáférés: 2016. december 13.) (videó)
- Angyaloknak királynéja. YouTube (2013. október 5.)  (Hozzáférés: 2016. december 13.) (videó)